# Robert Phillipson

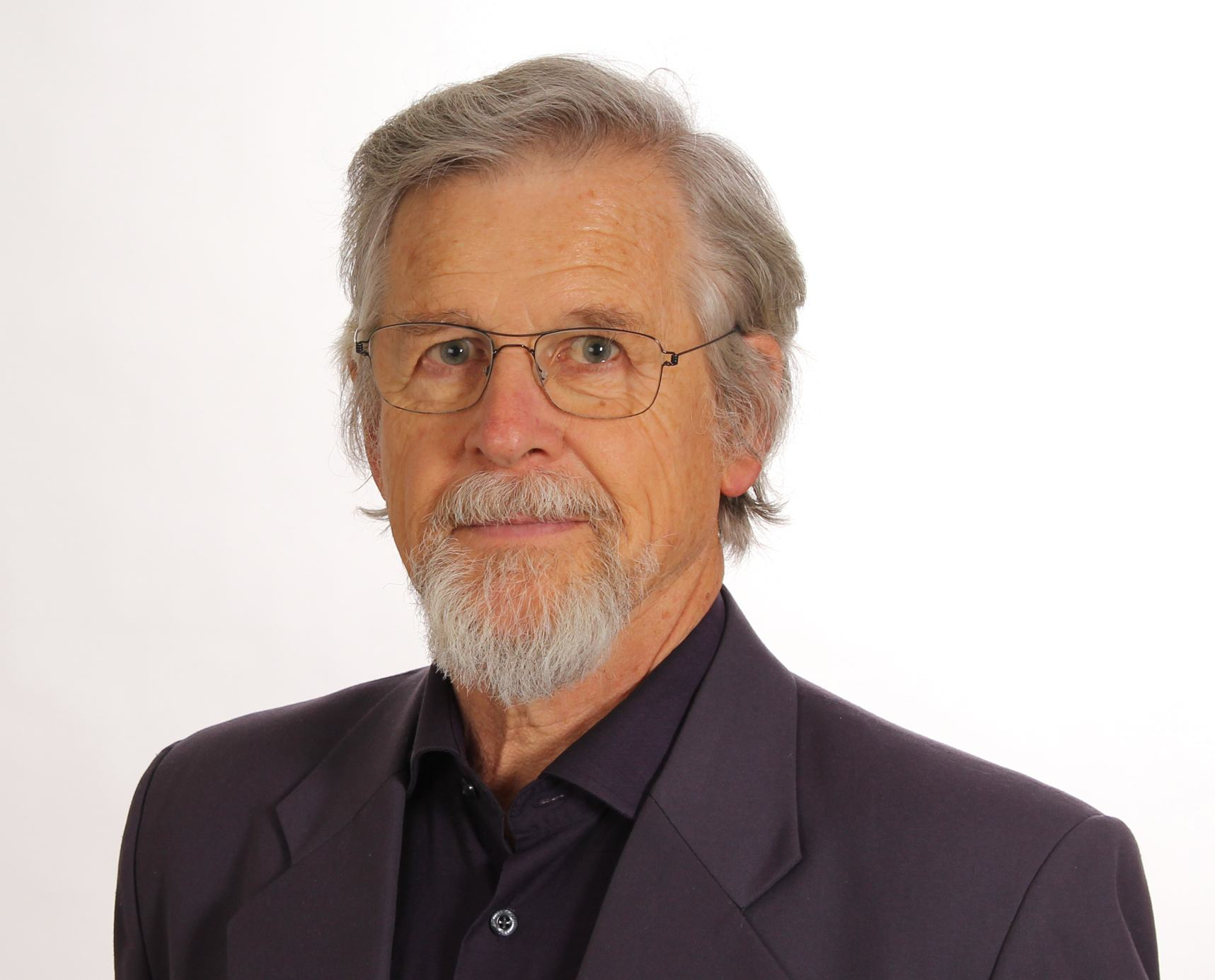
Robert Phillipson, 2016

Robert Henry Lawrence Phillipson (* 16. März 1942 in Gourock) ist ein britischer Sprachwissenschaftler, der in Schweden lebt.
Robert Phillipson war Leiter des früheren Instituts für Sprachen und Kulturen an der Universität Roskilde und wurde daraufhin Forschungsprofessor an der Fakultät für Englische Sprache der Handelshochschule Kopenhagen. Heute ist er emeritierter Professor an der Fakultät für Internationale Wirtschaftskommunikation. Phillipson forscht und publiziert auf den Gebieten Angewandte Sprachwissenschaft, Anglistik und Interlinguistik, u. a. zu den Themenfeldern Sprachpolitik (insbesondere Sprachimperialismus), der Rolle der englischen Sprache in der Welt sowie Fremdsprachendidaktik.
Phillipson hat drei Kinder: Caspar, Thomas und Louise. Er war verheiratet mit der Sprachwissenschaftlerin Tove Skutnabb-Kangas.

## Veröffentlichungen (Auswahl)
- Linguistic Imperialism. Oxford University Press, Oxford u. a. 1992, ISBN 0-19-437146-8.
- als Herausgeber mit Miklos Kontra, Tove Skutnabb-Kangas und Tibor Varady: Language: A Right and a Resource. Approaching Linguistic Human Rights. Central European University Press, Budapest 1999, ISBN 963-9116-64-5.
- English-Only Europe? Challenging Language Policy. Routledge, London u. a. 2003, ISBN 0-415-28807-X (Ausgabe in Esperanto: Ĉu nur-angla Eŭropo? Defio al lingva politiko. Universala Esperanto-Asocio, Rotterdam 2004, ISBN 92-9017-084-0).
- als Herausgeber mit Tove Skutnabb-Kangas, Ajit K. Mohanty und Minati Panda: Social Justice Through Multilingual Education. Multilingual Matters, Bristol u. a. 2009, ISBN 978-1-84769-191-0.
- Linguistic Imperialism Continued. Routledge, New York NY u. a. 2009, ISBN 978-0-415-87201-0.